# Lepidocyrtus fimetarius
Lepidocyrtus fimetarius är en urinsektsart som beskrevs av Hermann Gisin 1964. Lepidocyrtus fimetarius ingår i släktet Lepidocyrtus, och familjen brokhoppstjärtar. Arten är reproducerande i Sverige.